# Лори (остров)
Лори (на английски: Laurie Island) е вторият по големина остров в Южните Оркнейски острови, разположени в южната акватория на море Скотия, част от Атлантическия сектор на Южния океан. Остров Лори се намира в най-източната част на архипелага, като протока Вашингтон на запад го отделя от остров Пауъл. Дължина от запад на изток 22 km, ширина от 0,3 до 7 km, площ 86 km². Бреговата му линия е силно разчленена, осеяна с множество малки заливи (Джеси, Браунс, Макдугал, Мар, Макинтош, Фитчи, Скотия, Уилтън и др.). Островът се дели от тесен (0,3 km) провлак (между заливите Уругвай на север и Скотия на юг) на две обособени част с различна големина. Западната част е малка и е представена от полуостровите Макензи и Мосман, а източната е по-голяма заемана от полуостровите Томпсън, Фергесли, Уотсън, Ферир и др. В близост до бреговете са разположени множество малки островчета и скали – Айлием, Ниг, Мейбъл, Мъри, Ейлса-Крейг и др. Релефът му е планински, с максимална височина 940 m. Голяма част от острова е покрита с ледников щит, от който към бреговете се спускат малки долинни ледници.
Островът е открит през ноември 1821 г. от британския ловец на тюлени Джеймс Уедъл, а един месец по-късно – от ловците на тюлени англичанинът Джордж Пауъл и американецът Натаниъл Палмър. Наименуван е в чест на британския картограф Р. Лори, който на базата на топографските измервания на Джордж Пауъл и Натаниъл Палмър през 1822 г. изчертава и издава първата карта на Южните Оркнейски острови. На тесния провлак, свързващ двете части на острова е разположена аржентинската антарктическа станция „Оркадас“, в която през зимата пребивават 17 души, а през лятото – 45 души.